# اولجیرو-دونگ
اولجیرو-دونگ (به لاتین: Euljiro-dong) یک منطقهٔ مسکونی در کره جنوبی است که در Jung District واقع شده‌است.